# Джессіка Альба
Дже́ссіка Марі́я А́льба (англ. Jessica Marie Alba; нар. 28 квітня 1981, Помона, Каліфорнія) — американська акторка телебачення, театру, кіно та озвучення, підприємиця та меценатка.

## Життєпис
Народилася 28 квітня 1981 року в незаможній сім'ї: батько — американець мексиканського походження; мати — за походженням напівфранцуженка, напівданка. Деякий час сім'я жила в Білоксі, штат Міссісіпі. Оскільки батька-мексиканця усюди відмовлялися приймати на роботу, він став військовим і служив у ВПС США. Згодом його перевели назад до Каліфорнії і, поживши там, сім'я переїхала до Дель Ріо, штат Техас.
Коли народилася Джессіка, її батьки були дуже молодими, зайвих грошей у будинку не водилося (має, крім того, ще й брата Джоша). До того, як їй виповнилося 9 років, родина переїжджала із штату в штат разів десять. 
Вже в 5 років Джессіка вирішила стати акторкою; у 12 записалася на акторські курси та через 9 місяців найняла свого першого агента, — і в 13 отримала першу роль, бо режисерові сподобалося її довге волосся. Дуже хотіла стати справжньою голлівудською зіркою, заради цього приїжджала на тижні на кастинги в Беверлі-Гіллз.
Після школи навчалася в театральній студії «Atlantic Theater Company».
Майже 20 років була одружена з продюсером Кешем Ворреном, розлучилися на початку 2025 року.

#### Релігія
З дитинства Джессіка була християнкою католицького віросповідання, але пішла з церкви, відчуваючи, що там її судять за зовнішністю: «Літні люди засуджували мене, і мій пастор пояснив мені, що це через те, що я ношу провокаційний одяг, хоча я такий і не носила. Просто це робило мене бажаною для іншої статі, це була моя вина, і це змусило мене соромитися свого тіла і простого буття жінкою».
Крім того, Альба заперечувала проти засудження церквою дошлюбного сексу і гомосексуальності, а також проти відсутності в Біблії важливих персонажок-жінок: «Я думала, що Біблія — хороший життєвий гід, але це безумовно не так, тому я буду жити своїм життям». Її релігійність почала спадати у віці 15 років, коли її запросили на зйомки одного з епізодів серіалу «Надія Чикаго» в 1996 році. Її друзі негативно відреагували на цю роль, і вона почала втрачати віру в церкву. Однак вона заявила, що все ще вірить у Бога, попри відхід з церкви.

## Кінокар'єра

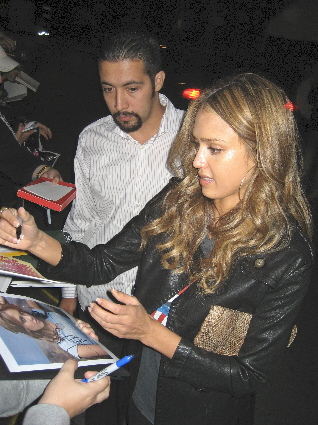
Джессіка Альба на Toronto Film Festival 2007

Спочатку Альбі пропонували ролі тільки в серіалах. В очікуванні справжньої, повноцінної ролі їй довелося рекламувати приставку від «Nintendo». На зйомках серіалу «Фліппер» її викрали прямо зі знімального майданчика — і зажадали значний викуп, який батьки не могли сплатити. Хоч Альбу випадково виявили в багажнику автомобіля та злочинців не знайшли, інцидент потрапив у газети і 14-річною акторкою почали цікавитися серйозні продюсери. Їй вдалося знятися в епізодах культового серіалу «Беверлі-Гіллз, 90210»; потім надійшла пропозиція від Джеймса Кемерона, виконавчого продюсера серіалу «Темний ангел».
Саме серіал «Темний ангел» став поштовхом для її кар'єри. Знімаючись в серіалах, Альба встигла побувати в Австралії і в Канаді, де потрапила у ток-шоу Діні Петті.
У 2001 році вона потрапила на перше місце «Maxim's Hot 100 Babe List» чоловічого журналу Maxim. З того часу Джессіка Альба набувала популярності: у 2003 році вона з'явилася у фільмі Хані, а в 2005 знялася у трьох стрічках: «Місто гріхів» (Sin City) з Мікі Рурком, Брюсом Віллісом, Бенісіо дель Торо, Елайджею Вудом і Бріттані Мерфі; у Фантастичній четвірці вона втілила Жінку-Невидимку; у фільмі «Ласкаво просимо до раю!» грала з Полом Вокером.

## Благодійність і політика

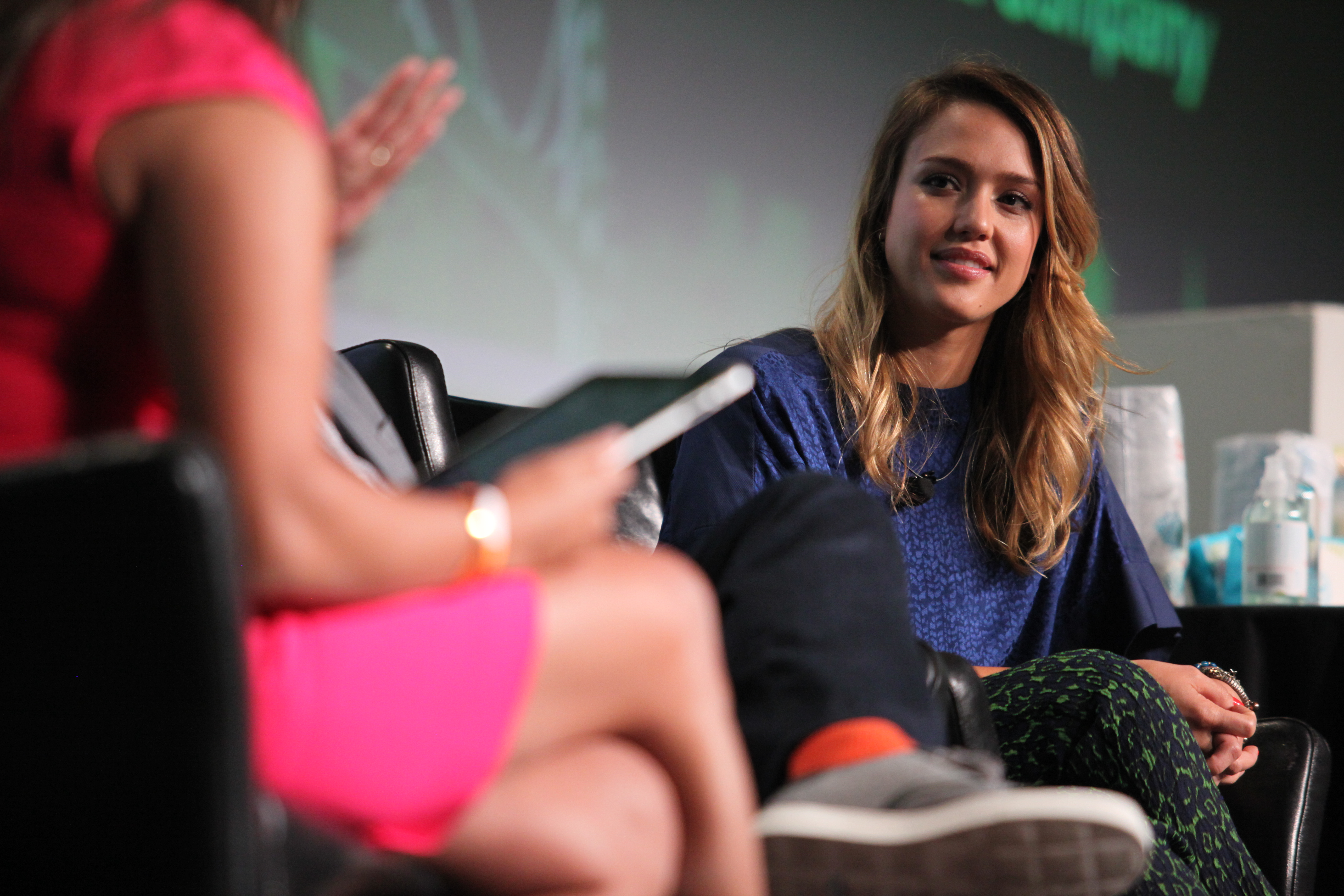
Джессіка Альба на TechCrunch Disrupt San Francisco 2012

У 2005 році на Канському кінофестивалі Джессіка Альба взяла участь у благодійному проєкті «amfAR», який допомагає хворим на СНІД. Альба викликала «найбільший переполох», пообіцявши зіграти безкоштовно в одному з фільмів кінотрилогії «Володар перснів» продюсера Боба Вайнштейна, якщо той погодиться заплатити $ 100.000 за урок з професійними тенісистами Монікою Селеш і Борисом Беккером.
Благодійна діяльність Альби включає в себе участь у проєктах низки організацій і фондів, таких як «Clothes Off Our Back», «Habitat for Humanity», Національного центру у справах зниклих та експлуатованих дітей (National Center for Missing and Exploited Children), "Project HOME ", "RADD", "Revlon Run / Walk for Women", "SOS Children Villages", "Soles4Souls", і "Step up". Акторка є амбасадоркою руху «1Goal», за забезпечення освіти дітей в Африці.
Альба відкрито схвалила і підтримала кандидата в президенти від Демократичної партії Барака Обаму у 2008 році. Джессіка Альба позувала для рекламної кампанії Declare Yourself по залученню виборців серед молоді під час виборів президента США 2008 року. Фотографії Марка Ліддела (Mark Liddell), що зображують Альбу загорнутою в чорну стрічку і з кляпом у роті, привернули увагу медіа. Деякі з них назвали подібні матеріали «шокуючими». На що Альба заявила, що дані фотографії її ніяк не ображають. Вона вважає, що молодь повинна бути більш активною політично, а також що «люди реагують на речі, які їх шокують».
У червні 2009 року, під час зйомок фільму «Вбивця всередині мене» в Оклахома-Сіті, Альба виявилася залучена у конфлікт з місцевими жителями через плакати з акулами по всьому місту. Акторка сказала, що вона намагалася привернути увагу до скорочення чисельності білих акул. ЗМІ припустили, що Альбу звинуватять у вандалізмі. 16 червня 2009 поліція Оклахома-Сіті заявила, що не буде порушувати справу проти Джесіки Альби, тому що ніхто з власників нерухомості, на якій були розвішані плакати, не хотів цього. Альба вибачилася в заяві журналу People і сказала, що шкодує про свої дії.
У 2011 році Альба взяла участь у дводенному лобіюванні у Вашингтоні в підтримку Safe Chemicals Act, перегляду закону США про контроль за токсичними речовинами 1976.

## Сексуалізаціяв медіа

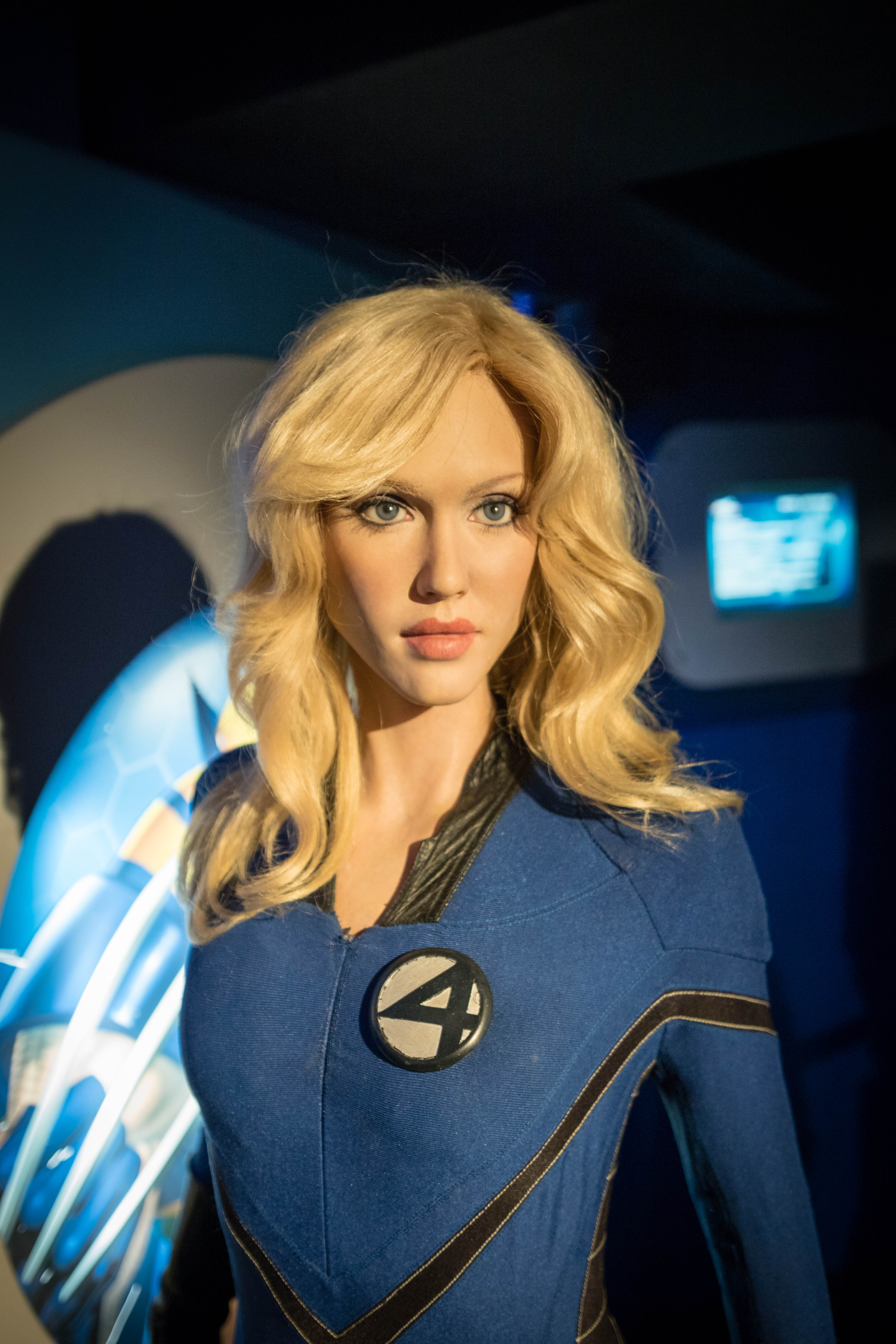
Воскова фігура Джессіки Альби у ролі Сьюзен Шторм (Жінки-Невидимки) в Музеї мадам Тюссо, Лондон

Джессіку Альбу вважають однією з найпривабливіших жінок в світі за версіями різних опитувань чоловіків, після того, як посіла перше місце в Hot 100 журналу Maxim у 2001 році. Відтоді численні чоловічі журнали, рейтинги й таблоїди зараховували її до відповідних списків. При цьому Джессіка Альба, яка не знімається у фільмах оголеною, стурбована тим, що імідж «сексуальної лялечки» позначається на її акторській кар'єрі, активістській діяльності і, зокрема, на пропозиціях, які вона отримує.
Джессіка Альба дотримується суворої умови «не оголюватися» у своїх контрактах. У неї була можливість з'явитися оголеною у фільмі «Місто гріхів», але вона відхилила пропозицію, сказавши: «Я не знімаюся голою. Я просто цього не роблю. Можливо, це робить мене поганою акторкою. Можливо, я буду позбавлена деяких привілеїв. Але це важливо для мене».
Джессіка Альба коментує стурбованість впливом її іміджу на її кар'єру та повагу людей до неї так: «Щось я не думаю, що це відбувається з Наталі Портман». В інтерв'ю Альба сказала, що хоче сприйматися серйозно як акторка, але змушена брати участь у проєктах, в яких не зацікавлена, щоб зробити кар'єру, також додавши, що надалі вона хоче бути більш перебірливою в пропозиціях.
Серед сексуалізованих рейтингів Джессіки Альби:
- 2002 — 5 місце в рейтингу найсексуальніших акторок за результатами опитування порталу Hollywood.com.
- 2002 — 6 місце за версією журналу FHM.
- 2002 — 12 місце в списку «102 найсексуальніших жінок планети» за версією журналу Stuff.
- 2005 — 5 місце в Hot 100 журналу Maxim.
- 2005 — одна з 50 найкрасивіших людей планети за версією журналу People.

У 2006 році журнал «Плейбой» опублікував фото Джессіки Альби в бікіні на своїй обкладинці і назвав її найсексуальнішою зіркою року. Альба подала в суд на журнал за використання її фотографій без її згоди. На обкладинці була світлина, зроблена нею під час промо-кампанії фільму «Ласкаво просимо до раю!». Незабаром вона відкликала позов, отримавши особисті вибачення власника журнаду Г'ю Гефнера, який погодився зробити пожертвування в дві благодійні організації, яким Альба надавала підтримку.
- 2006 — 3 місце в списку «101 найсексуальніше тіло зірки» телеканалу E !.
- 2006 — перше місце у списку 99 найсексуальніших жінок за опитуванням користувачів порталу AskMen.com.
- 2007 — в списку 100 найкрасивіших людей журналу People.
- 2007 — 4 місце в списку 100 найсексуальніших кінозірок за версією журналу Empire.
- 2008 — 34 місце в Hot 100 Maxim.
- 2008 — названа журналом GQ однією з 25 найсексуальніших акторок усіх часів і народів.

## Фільмографія

### Фільми
| Рік  |    | Українська назва             | Оригінальна назва                         | Роль                      |
| ---- | -- | ---------------------------- | ----------------------------------------- | ------------------------- |
| 1994 | ф  | Загублений табір             | Camp Nowhere                              | Гейл                      |
| 1995 | в  | Схід Венери                  | Venus Rising                              | юна Єва                   |
| 1999 | ф  | П.А.Н.К.И                    | P.U.N.K.S.                                | Саманта Свабода           |
| 1999 | ф  | Нецілована                   | Never Been Kissed                         | Кірстен Ліосіс            |
| 1999 | ф  | Рука-вбивця                  | Idle Hands                                | Моллі                     |
| 2000 | ф  | Параноя                      | Paranoid                                  | Хлоя                      |
| 2003 | ф  | Інтимний словник             | The Sleeping Dictionary                   | Селіма                    |
| 2003 | ф  | Хані                         | Honey                                     | Хані Деніелс              |
| 2005 | ф  | Місто гріхів                 | Sin City                                  | Ненсі Каллахан            |
| 2005 | ф  | Фантастична четвірка         | Fantastic Four                            | С'ю Сторм / Невидима леді |
| 2005 | ф  | Ласкаво просимо до раю!      | Into the Blue                             | Сем                       |
| 2007 | ф  | Десять заповідей             | The Ten                                   | Ліз Енн Блейзе            |
| 2007 | ф  | Трошки вагітна               | Knocked Up                                | камео                     |
| 2007 | ф  | Фантастична Четвірка 2       | Fantastic Four: Rise of the Silver Surfer | С'ю Сторм / Невидима леді |
| 2007 | ф  | Хай щастить, Чаку!           | Good Luck Chuck                           | Кем                       |
| 2007 | ф  | Знайомтесь: Білл             | Meet Bill                                 | Люсі                      |
| 2007 | ф  | Наркоз                       | Awake                                     | Сем Локвуд                |
| 2008 | ф  | Око                          | The Eye                                   | Сідні Велс                |
| 2008 | ф  | Секс Гуру                    | The Love Guru                             | Джейн Баллард             |
| 2010 | ф  | Убивця всередині мене        | The Killer Inside Me                      | Джойс Лейкленд            |
| 2010 | ф  | День Святого Валентина       | Valentine's Day                           | Морлі Кларксон            |
| 2010 | ф  | Мачете                       | Machete                                   | Сартана Рів'єра           |
| 2010 | ф  | Таємний знак                 | An Invisible Sign                         | Мона Грей                 |
| 2010 | ф  | Знайомство з Факерами 2      | Little Fockers                            | Енді Гарсія               |
| 2011 | ф  | Діти шпигунів 4D             | Spy Kids: All the Time in the World       | Маріса Вілсон             |
| 2013 | ф  | Дорослі діти розлучення      | A.C.O.D.                                  | Мішель                    |
| 2013 | мф | Втеча з планети Земля        | Escape from Planet Earth                  | Лєна (озвучення)          |
| 2013 | ф  | Мачете вбиває                | Machete Kills                             | Сартана (камео)           |
| 2014 | ф  | Місто гріхів 2               | Sin City: A Dame to Kill For              | Ненсі Каллахан            |
| 2014 | ф  | Драйвер на ніч               | Stretch                                   | Чарлі                     |
| 2014 | ф  | Як кохатися по-англійськи    | Some Kind of Beautiful                    | Кейт                      |
| 2015 | ф  | Особливо небезпечна          | Barely Lethal                             | ікторія Нокс              |
| 2015 | ф  | Крихітко, крихітко, крихітко | Baby, Baby, Baby                          | С'юзі                     |
| 2015 | ф  | Антураж                      | Entourage                                 | камео                     |
| 2016 | ф  | Вуаль                        | The Veil                                  | Меггі Прайс               |
| 2016 | ф  | Дорога Елеонор               | Dear Eleanor                              | тітонька Дейзі            |
| 2016 | ф  | Механік: Воскресіння         | Mechanic: Resurrection                    | Джина Торн                |
| 2017 | ф  | Різдво в Ель-Каміно          | El Camino Christmas                       | Бет Фловерс               |
| 2019 | ф  | Клуб анонімних кілерів       | Killers Anonymous                         | Джейд                     |
| 2024 | ф  | Шлях відплати                | Trigger Warning                           | Паркер                    |

### Телебачення
| Рік       |   | Українська назва         | Оригінальна назва             | Роль                                                |
| --------- | - | ------------------------ | ----------------------------- | --------------------------------------------------- |
| 1994      | с | Таємний світ Алекс Мак   | The Secret World of Alex Mack | Джессіка (3 епізоди)                                |
| 1995—1997 | с | Фліппер                  | Flipper                       | Мая Грем (44 епізоди)                               |
| 1996      | с |                          | ABC Afterschool Specials      | Крісті (Епізод: "Too Soon for Jeff")                |
| 1996      | с | Чиказька надія           | Chicago Hope                  | Флорі (Епізод: "Sexual Perversity in Chicago Hope") |
| 1998      | с | Південний Бруклін        | Brooklyn South                | Мелісса Хауер (Епізод: "Exposing Johnson")          |
| 1998      | с | Беверлі-Гіллз, 90210     | Beverly Hills, 90210          | Ліенн (2 епізоди)                                   |
| 1998      | с |                          | Love Boat: The Next Wave      | Лейла (Епізод: "Remember?")                         |
| 2000—2002 | с | Темний ангел             | Dark Angel                    | Макс Гевара (головна роль)                          |
| 2003      | с | Mad TV                   | MADtv                         | Джессіка Сімпсон (Епізод: "#9.5")                   |
| 2004      | с | Антураж                  | Entourage                     | камео (Епізод: "The Review")                        |
| 2009      | с | Офіс                     | The Office US                 | Софі (Епізод: "Stress Relief")                      |
| 2014      | с | Трофеї Вавилона          | The Spoils of Babylon         | Діксі Мелонворт (4 епізоди)                         |
| 2018      | с |                          | No Activity                   | акторка (Епізод: "The Actress")                     |
| 2019—2020 | с | Найкращі в Лос-Анджелесі | L.A.'s Finest                 | Ненсі МакКенна (головна роль)                       |

### Відеоігри
| Рік  |    | Українська назва     | Оригінальна назва | Роль                      |
| ---- | -- | -------------------- | ----------------- | ------------------------- |
| 2002 | вг | Dark Angel           | Dark Angel        | Макс Гевара               |
| 2005 | вг | Фантастична Четвірка | Fantastic Four    | С'ю Сторм / Невидима леді |

### Музичні відео
- Will.i.am — We Are the Ones (2008)
- The Lonely Island — I Just Had Sex (2010)
- Тейлор Свіфт feat. Кендрік Ламар — Bad Blood (2015)
- KATSEYE — Gabriela (2025)

### Ток-шоу
- 2000 — «The Tonight Show with Jay Leno»
- 2002 — «The Rosie О'Donnell Show»
- 2002 — «Пізнє шоу з Девідом Леттерманом»
- 2001 — «The Rosie O'Donnell Show»
- 2001 — «The Tonight Show with Jay Leno»
- 2001 — «The View»
- 2001 — «Conan O'Brien»
- 2001 — «The Tonight Show with Jay Leno»
- 2001 — «Conan O'Brien»
- 2001 — «Daily Show with Jon Stewart»
- 2001 — «The Rosie O'Donnell Show»
- 2003 — «The Tonight Show with Jay Leno»
- 2003 — «Last Call with Carson Daly»
- 2003 — «Джиммі Кіммел наживо!»
- 2003 — «The Sharon Osbourne Show»
- 2005 — «Пізнє шоу з Девідом Леттерманом»
- 2005 — «Conan O'Brien»
- 2005 — «Last Call with Carson Daly»
- 2010 — «Project Runway»
- 2010 — «Суботнього вечора в прямому ефірі»
- 2013 — «Comedy Bang! Bang!»
- 2015 — «Королівські перегони Ру Пола»

## Нагороди та номінації

### Нагороди
- 2001 — «Сатурн» за найкращу жіночу телероль (Темний ангел)
- 2001 — «Teen Choice Awards»
- 2002 — «54th Annual Primetime Emmy Awards»
- 2002 — «Nickelodeon Kids' Choice Awards '02»
- 2003 — «MADtv» — Jessica Simpson — Episode #905
- 2003 — «MTV Video Music Awards»

### Номінації
- 2001 — «Золотий глобус» за найкращу жіночу роль у телесеріалі — драма (Темний ангел)
- 2001 — «Вибір народу» в категорії "Улюблена виконавиця в новому серіалі" (Темний ангел)
- 2006 — «Золота малина» в категорії "Найгірша акторка" (Фантастична четвірка / Ласкаво просимо до раю!)